# DomiNations
DomiNations est un jeu vidéo de stratégie massivement multijoueur freemium mobile de 2015 développé et publié par Big Huge Games, sorti le 1er avril 2015.

## Gameplay
DomiNations est un jeu en ligne massivement multijoueur. Les joueurs construisent une base avec des bâtiments défensifs, économiques et militaires. Un exemple de bâtiment militaire est la caserne, ainsi que plusieurs merveilles du monde et un centre ville. Après avoir formé les troupes appropriées, les joueurs recherchent des adversaires à attaquer et gagnent du butin et des médailles.
Les joueurs peuvent choisir d'incarner l'une des 8 nations différentes - britannique, chinoise, française, allemande, grecque, japonaise, coréenne ou romaine - et progresser à travers 15 âges, de l'âge de l'aube à l'âge de l'information, en développant la base à chaque époque.
Il y a aussi une campagne solo où les joueurs pratiquent des stratégies en combattant dans une perspective historique. DomiNations a introduit World War le 2 décembre 2015.

## Réception
En avril 2017, le jeu compte plus de 32 millions de joueurs dans le monde, dont 25 millions de joueurs dans le monde occidental, et il a généré plus de 100 millions de dollars de recettes à vie.
Les critiques ont comparé le jeu à Clash of Clans, et les critiques ne considèrent généralement pas les deux jeux comme trop similaires,,,. En mars 2016, le jeu avait été téléchargé plus de 19 millions de fois.